# Poiana Răchițelii
Poiana Răchițelii – wieś w Rumunii, w okręgu Hunedoara, w gminie Cerbăl. W 2011 roku liczyła 124 mieszkańców.